# Зима в сердце (альбом)
«Зима в сердце» — четвёртый музыкальный альбом группы «Гости из будущего», вышедший в 2000 году.

## Об альбоме
После выхода двух экспериментальных записей в стиле эмбиент и джангл группа «Гости из будущего» поменяла музыкальное направление и стала ориентироваться на танцевальное поп-звучание. Первой записью в новом стиле стал их третий альбом «Беги от меня» (1999) с одноименной песней, принесшей популярность группе. Четвёртый альбом «Зима в сердце» был выпущен 16 мая 2000 года на лейбле «Танцевальный рай». Запись была переиздана в 2001 году звукозаписывающей компанией «Никитин», в которую был добавлен ремикс на песню «Осень-осень». В 2017 году альбом был переиздан лейблом «ZBS Records» на виниловом носителе.

## Отзывы критиков
В 2014 году альбом «Зима в сердце» упоминался в обзорном материале  журнала Афиша Волна «30 лучших русских поп-альбомов», где занял 19-е место. Его окрестили как «злободневный клубный поп с русской женской душой». Лучшими песнями с альбома были названы «Игры», «Ты где-то», «Зима в сердце».

## Список композиций
| №                   | Название            | Текст песни         | Музыка                         | Длительность |
| ------------------- | ------------------- | ------------------- | ------------------------------ | ------------ |
| 1.                  | «Зима в сердце»     | Ева Польна          | Юрий Усачёв                    | 4:00         |
| 2.                  | «Мой Baby»          | Ева Польна          | Юрий Усачёв                    | 5:17         |
| 3.                  | «Ты где-то»         | Ева Польна          | Юрий Усачёв                    | 3:41         |
| 4.                  | «Игры»              | Ева Польна          | Юрий Усачёв                    | 5:00         |
| 5.                  | «Холодно»           | Ева Польна          | Юрий Усачёв, Евгений Арсентьев | 4:47         |
| 6.                  | «Осень-осень»       | Ева Польна          | Юрий Усачёв                    | 4:08         |
| 7.                  | «Здравствуй»        | Ева Польна          | Юрий Усачёв                    | 3:56         |
| 8.                  | «Узнай меня»        | Ева Польна          | Юрий Усачёв                    | 5:15         |
| 9.                  | «Голубой ангел»     | Ева Польна          | Юрий Усачёв                    | 4:41         |
| Общая длительность: | Общая длительность: | Общая длительность: | Общая длительность:            | 45:13        |

## Участники записи
- Ева Польна — вокал, лирика
- Юрий Усачёв — музыка
- Евгений Арсентьев — музыка (5)